# Сергеев, Евгений Михайлович
Евгений Михайлович Серге́ев (23 марта 1914, Москва — 23 марта 1997, Москва) — советский инженер-геолог и грунтовед, учёный в области инженерной геологии, профессор кафедры инженерной геологии и охраны геологической среды геологического факультета МГУ им. М. В. Ломоносова (1953), академик АН СССР / РАН (1979, чл.-корр. с 1966), лауреат Ленинской (1982) и Государственных премий СССР (1977, 1988), Ломоносовской премии МГУ, зав. кафедрой грунтоведения и инж. геологии (1954, с 1986 — каф. инженерной геологии и охраны геологической среды) геологического факультета МГУ, участник Великой Отечественной войны, ветеран труда. В его честь ежегодно проводится научная конференция Сергеевские чтения.

## Биография
Родился 10 (23) марта 1914 года в городе Москве, в семье служащего.
Ещё учась в Московском топографическом техникуме, начал работать в экспедициях на топографической съёмке, выезжал в Северный Казахстан и Карелию (на строительство Беломоро-Балтийского канала). После окончания техникума (1932) он три года проработал топографом на Дальнем Востоке. В 1935 г., вернувшись в Москву, поступил на почвенно-географический факультет в Московский университет,  связав с Московским университетом всю дальнейшую жизнь. В МГУ он прошёл путь от студента кафедры грунтоведения (1935—1940), ассистента этой же кафедры (1941, 1943—1944), доцента (1944—1952) до профессора (с 1953 г.) и заведующего кафедрой грунтоведения и инженерной геологии (1954—1989). Одновременно он избирался деканом геологического факультета МГУ (1954—1957, 1963—1964), был проректором МГУ по научно-учебной работе естественных ф-тов, первым проректором МГУ (1969—1978). Он был одним из инициаторов строительства нового здания МГУ на Ленинских горах. В 1981—1986 гг. был ректором Академии народного хозяйства при Совете Министров СССР.
С первых дней Великой Отечественной войны был на фронте. В июле-августе 1941 года был командиром взвода резерва командного состава юго-западного направления. С сентября 1941 по июль 1942 года служил в разведке 199 дивизии 38-й армии и сражался на Юго-Западном, Юго-Восточном, 4-м Украинском фронтах. С июля по конец декабря 1942 года участвовал в Сталинградской битве, служил в разведотделе штабов ряда фронтов. В июне 1943 года был тяжело ранен, ему оторвало ступню. Был демобилизован с фронта в звании майора.
В 1943 году, после возвращения на кафедру грунтоведения геолого-почвенного факультета МГУ, Е. М. Сергеев стал активно заниматься научной, педагогической и научно-организационной деятельностью и проявил себя, прежде всего, как талантливый грунтовед.
В 1944 году он защитил кандидатскую диссертацию на тему «Теплота смачивания грунтов», в которой им на основе параметров теплоты смачивания были выявлены и изучены адсорбционные центры минеральной поверхности различных грунтов и энергетические особенности связанной воды в них.
В 1946 году он опубликовал «Избранные главы общего грунтоведения» — прообраз будущего учебника «Грунтоведение», который впоследствии получил широкую известность. Кроме того, в 1940-е — начале 1950-х гг. им были разработаны и внедрены новые методы и подходы к изучению горных пород как грунтов; изучены корреляционные зависимости между некоторыми свойствами грунтов (1947); созданы генетические (1948), общие (1950, 1957) и частные (1951, 1953) классификации грунтов; введено понятие об «оптимальной нагрузке уплотнения» (1949); изучена природа прочности дисперсных грунтов (1949, 1951), набухания, усадки и липкости глин, просадочности лёссов.
В 1952 году защитил докторскую диссертацию на тему «Генезис и состав грунтов как основа классификации и изучения их свойств».
Под его руководством были изучены инженерно-геологические особенности многих генетических типов песчаных, лёссовых, глинистых, карбонатных и др. грунтов. Им было существенно развито учение о связанной воде в грунтах, её энергетических формах.
Его научные разработки широко используются при прогнозах поведения грунтов как оснований различных сооружений. Под его руководством и при непосредственном его участии проводились инженерно-геологические исследования по трассе Главного Туркменского канала (1951—1953), по долинам Оби, Иртыша, Енисея, Амура (1954—1961) в целях создания схем использования гидроэнергетических ресурсов этих рек, велось инженерно-геологическое изучение Восточной Сибири (1960—1963), Западной Сибири (1961—1975) и Нечернозёмной зоны РСФСР (1976—1981) в связи с открытием крупнейших нефтяных и газовых месторождений и хозяйственным освоением этих территорий. Цикл работ по инженерной геологии Западной Сибири, выполненных под руководством Е. М. Сергеева, был отмечен Государственной премией СССР (1977).
Под его руководством была создана методика инженерно-геологического картирования и картографирования крупных территорий. Блестящим завершением проведённых работ стала 8-томная монография «Инженерная геология СССР», удостоенная Ленинской премии (1982), в создании которой под руководством Е. М. Сергеева принимали участие многие видные инженер-геологи страны.
Начиная с рубежа 1970—1980-х годов разрабатывал вопросы геологии окружающей среды, рационального использования и охраны геологической среды. Он заложил основы учения о геологической среде, её рациональном использовании и охране; определял инженерную геологию как науку о геологической среде. Эти работы во многом предопределили современное развитие геоэкологии и экологической геологии.
В дни чернобыльской катастрофы (1986) семидесятидвухлетний академик вылетел в составе правительственной комиссии в район аварии, чтобы на месте решать попросы о необходимости создания противофильтрационной завесы вокруг разрушенного здания АЭС.
Скончался 23 марта 1997 года в Москве, похоронен на Троекуровском кладбище.

## Научно-организационная деятельность
Е. М. Сергеев был крупнейшим организатором инженерно-геологической науки в нашей стране; он создал Научный совет по инженерной геологии и грунтоведению при Отделении наук о Земле АН СССР и около 30 лет был его бессменным председателем (с 1966, преобразован в 1980 г. в Научный совет по инженерной геологии, гидрогеологии и геокриологии). Он был председателем Секции инженерной геологии Национального комитета геологов СССР, вице-президентом (1972—1978) и президентом (1978—1982) Международной ассоциации инженер-геологов (МАИГ); председателем и зам. председателя геолого-геофизич. секции Комитета по Ленинским и Государственным премиям СССР; председатель секции геологии и горного дела Комиссии по присуждению премий Совмина СССР (1981—1985); член бюро Отделения геологии, геофизики и геохимии АН СССР; председатель Общества культурных связей «СССР-Иран» (1973). Он создал и был главным редактором журнала «Инженерная геология» (1979—1987); был председателем редколлегии журнала «Вестник Московского ун-та. Сер. биология, почвоведение, геология и география» и серии «Геология».
Благодаря организаторской деятельности Е. М. Сергеева в нашей стране произошло становление инженерной геологии как самостоятельной науки геологического цикла.
Много внимания уделял вопросам истории и методологии геологии, в частности — грунтоведения и инж. геологии. Начиная с первой такой работы — «Советское грунтоведение» (1946), он постоянно обращался к этим вопросам (1953, 1955, 1956, 1957, 1962, 1963, 1988, 1992 и др.), написал ряд работ, связанных с именами М. В. Ломоносова (1949, 1950), В. Р. Вильямса (1950), М. М. Филатова (1956, 1957, 1963, 1979), С. С. Морозова (1958), С. С. Четверикова (1958), В. В. Охотина (1958), И. В. Попова (1960, 1980, 1991), Н. С. Шатского (1960) и др. видных учёных. Многие его работы посвящены истории кафедры инженерной геологии и охраны геол. среды. Развивал положение о том, что инженерная геология должна быть наукой о ноосфере, изучающей земную кору как среду жизни и деятельности человека.

## Педагогическая деятельность
Е. М. Сергеев зарекомендовал себя как талантливый педагог. Почти 50 лет он посвятил развитию высшего университетского образования и подготовке высококвалифицированных геологических кадров в Московском университете и в стране. В 1965—1970 гг. он был членом административного совета Международной ассоциации университетов. Неоднократно выступал на коллегиях Минвуза СССР по проблемам развития высшей школы, совершенствования геологического образования; был членом ряда комиссий Минвуза СССР; председателем научно-методич. совета по высшему геологическому образованию Минвуза СССР; членом Пленума ВАК при Совмине СССР, членом Экспертного совета ВАК, членом и председателем геологической секции ВАК при Минвузе СССР.
Им был создан и на протяжении десятков лет читался в МГУ курс «Грунтоведение» (с 1946). Е. М. Сергеев автор учебников «Грунтоведение», удостоенного Государственной премии, и «Инженерная геология» (два издания).
Е. М. Сергеевым была создана университетская школа инженер-геологов, многочисленные выпускники кафедры грунтоведени и инженерной геологии и ученики |.Сергеева стали крупнейшими учёными в ведущих инженерно-геологических организациях нашей страны. Среди его непосредственных учеников — академик РАН В. И. Осипов, профессора В. Т. Трофимов, С. Д. Воронкевич, Р. С. Зиангиров, Ю. Б. Осипов, В. А. Королёв, К. А. Кожобаев, а также доктора наук В. Н. Соколов, Е. Н. Коломенский, В. И. Сергеев, Н.Тхань и др.
Е. М. Сергеевым было подготовлено около 70-и кандидатов наук в области инженерной геологии: среди них Г. А. Куприна (1953), А. В. Минервин (1959), А. С. Герасимова (1960), Б. С. Павлов (1961), Чжао-Цзе-Сань (1963), Н. С. Красилова (1963), Ю. А. Серёгина (1964), М. В. Слонимская (1967), Ю. Д. Матвеев (1970), С. Б. Ершова (1971), Л. А. Коцеруба, В. Н. Коломенская (1974), Н. И. Барац (1974), В. М. Семёнов (1976), Х. Л. Рахматуллаев, Б. Т. Трофимов (1977), С. Д. Филимонов (1979), Д. В. Бородулина (1979), С. К. Николаева (1982), З. В. Куликова (1983), Т. В. Максимова (1984), Н. В. Коломийцев (1985), Н. Г. Мавлянов (1986), С. Д. Балыкова (Ефременко) (1991) и др.
Е. М. Сергеев сформировал на кафедре большой коллектив научных сотрудников и преподавателей — учеников, соратников и единомышленников в области инженерной геологии. Среди них Абалихин И. А., Абрамова Т. Т., Афонская Л. Г., Баду Ю. Б., Балашайтис Э.-С. И.,Балыкова С. Д., Баранова В. И., Бармин Е. Н., Бахирева Л. В., Безрук В. М., Белоусова Л. Г., Берёзкина Г. М., Бирюкова О. Н., Болотина И. Н., Васильева В. И., Волнухин В. Г., Воронкевич С. Д., Герасимова А. С., Голодковская Г. А., Гончарова Л. В., Груздов А. В., Дементьева О. В., Демидюк Л. М., Дивисилова В. И., Евдокимова Л. А., Емельянов С. Н., Ершова С. Б., Зиангиров Р. С., Зилинг Д. Г., Злочевская Р. И., Золотарёв Г. С., Иванов М. М., Ильинская Г. Г., Кагнер (Полтева) М. Н., Кадкина Э. Л., Калачёв В. Я., Калини Э. В., Кащперюк П. И., Ковалко В. В., Коломенская В. Н., Коломенский Е. Н., Комиссарова Н. Н., Коноплёва В. И., Коптева-Дворникова М. Д., Королёв В. А., Котлов В. Ф., Коцеруба Л. А., Красилова Н. С., Кривошеева З. А., Кропоткин М. П., Кудряшов В. Г., Куприна Г. А., Куринов М. Б., Кутепов В. М., Ладыгин В. М., Ларионова Н. А., Липилин В. И., Макеева Т. Г., Максимов С. Н., Мамаев Ю. А., Махорин А. А., Мельников П. Ф., Минервин А. В., Никитин В. Н., Николаева С. К., Новик Н. К., Огородникова Е. Н., Озмидов О. Р., Орнатский Н. В., Осипов В. И., Осипорв Ю. Б., Панасьян Л. Л., Петренко С. И., Пиотровская Т. Ю., Поляков С. С., Пометун В. Д., Попов И. В., Рагозин А. В., Рекшинская Л. Г., Реутская Н. Н., Роот П. Э., Румянцева Н. А., Самойлов В. Г., Сасов А. Ю., Селиванов В. А., Семёнов В. М., Сергеев В. И., Серёгина Ю. А., Соклов Б. А., Соколов В. Н., Танкаева Л. К., Терешков Г. М., Терешкова Л. П., Троицкая М. Н., Трофимов Б. Т., Трофимов В. Т., Труфманова Е. П., Фадеев П. И., Федоренко В. С., Фёдоров В. М., Филимонов С. Д., Филькин Н. А., Фирсов Н. Г., Фламина М. Н., Шарий А. А.,Шаумян Л. В., Шеко А. И., Шибакова В. С., Широков В. Н., Шлыков В. Г., Яковлева В. Ф. и многие др.
Работая первым проректором МГУ, Е. М. Сергеев организовал в МГУ крупнейший в стране факультет повышения квалификации (ФПК). На базе ФПК МГУ Минвузом СССР проводились семинары руководящего состава высшей школы. При непосредственном участии Е. М. Сергеева создавался Мордовский государственный университет. Был избран почётным доктором Братиславского (1972) и Варшавского (1974) университетов; членом административного совета Международной ассоциации университетов (1965—1970); отв. секретарём оргкомитета IV Генеральной конференции Международной ассоциации университетов (1970—1975).

## Награды и премии
Награждён двумя орденами Ленина (1967, 1984), орденом Октябрьской Революции (1974), орденами Отечественной войны 1 и II степени (1943, 1985), Красной Звезды (1941), тремя орденами Трудового Красного Знамени (1961, 1971, 1980), многими боевыми медалями, медалью «Ветеран труда» (1989); награждён медалью Ганса Клосса, присуждаемой Международной ассоциацией инженерной геологии (МАИГ).

## Память
- Ежегодные научные «Сергеевские чтения».
- Имя Евгения Михайловича Сергеева носит Институт геоэкологии Российской Академии наук.
- В честь учёного назван минерал сергеевит[6][7].